# 神奈川県立横浜栄高等学校
神奈川県立横浜栄高等学校（かながわけんりつ よこはまさかえこうとうがっこう）は、神奈川県横浜市栄区に所在する公立の高等学校。

## 設置学科・系
- 年次進行型の単位制 普通科
  - 人文系
  - 社会系
  - 自然科学系
  - 国際系
  - 生活健康系

## 沿革

### 略歴
1999年11月に策定された「県立高校改革推進計画」に基づき、神奈川県立港南台高等学校と神奈川県立上郷高等学校を再編して2009年4月に設立された。

### 年表
- 2007年4月 - 港南台、上郷の両校で7時限45分授業が開始。2007年度入学生（1期生）より上郷高校と港南台高校の制服が横浜栄高校のものになる。
- 2008年4月 - 上郷高校が1足制になる。港南台高校は2足制のまま。
- 2009年3月 - 港南台高校・上郷高校閉校。
- 2009年4月1日 - 横浜栄高校開校。
- 2009年4月6日 - 始業式。
- 2009年4月7日 - 第1回入学式（3期生）。
- 2009年4月8日 - 開校式・校歌発表、退任・離任式。
- 2009年7月4/5日 - 文化祭である第1回「栄祭」を開催。

## 特徴
単位制の利点を生かし、大学進学を重点に置いている。
また、夏休みには任意参加の様々な教科の夏季講習が行われる。
校内は基本的に一足制であり、緑に多く囲まれ自然豊かなところでもある。

## アクセス

### 電車
- JR根岸線港南台駅より徒歩18分。

### バス
出典 : 
| 乗車駅           | のりば | 系統                   | 下車停留所                | 運行事業者 |
| ---------------- | ------ | ---------------------- | ------------------------- | ---------- |
| JR根岸線港南台駅 | 3      | 45・111                | 「榎戸」、徒歩3分         | ■横浜市営  |
| JR根岸線港南台駅 | 1      | 港83・港84             | 「横浜栄高校前」、徒歩1分 | ■神奈中    |
| JR根岸線港南台駅 | 2      | 港85・港86             | 「横浜栄高校前」、徒歩1分 | ■神奈中    |
| JR大船駅         | 4      | 船07・船08・船09・船15 | 「本郷車庫前」、徒歩5分   | ■神奈中    |
| 京急金沢八景駅   | 3番A   | 金28                   | 「本郷車庫前」、徒歩5分   | ■神奈中    |

## キャッチコピー
〜きらめく・はばたく・ときめく　みらい創造空間〜

## スクールカラー
「ビビッドブルーグリーン」（Ｖ１４）

## 校章
校章は、デザインの募集を2008年（平成20年）11月1日 - 30日にかけて行い、86もの応募があった（応募者数は60人）。その中から4 - 5作品の候補を決め、当時の港南台・上郷生徒による投票結果を踏まえた上で、選考会議にてグラフィックデザイナー奥野和夫の作品に決定された。

## 校歌
文化放送のラジオ番組とのタイアップで佐藤嘉風によって作曲された。補作および編曲は同校教諭の赤川敏子が担当。

## 学校行事
2010年（平成22年）度から体育祭が行われる。
例年夏の6月から7月ごろにかけて、文化祭である「栄祭」が開催される。

## 部活動
港南台高校と上郷高校にあった部活に関しては、基本的にそのまま横浜栄高校に引き継がれたが、併合時に両校にあった活動休止中の部はすべて廃部扱いとなっている。また、港南台高校にあった水泳部は横浜栄高校にプールがないため廃部となった。柔道部は2015年（平成27年）の生徒総会において廃部が決定した。
（2017年4月現在）
運動部
- アメリカンフットボール部（港南台）
- ラグビー部（上郷）
- 野球部（港南台・上郷）
- サッカー部（港南台・上郷）
- 弓道部（港南台・上郷）
- 剣道部（港南台・上郷）
- 硬式テニス部（港南台・上郷）
- 軟式（ソフト）テニス部（上郷）
- 陸上競技部（港南台・上郷）
- バドミントン部（港南台・上郷）
- バスケットボール部（港南台・上郷）
- バレーボール部（港南台・上郷）
- 卓球部（港南台）
- チアリーディング部（上郷）
- ダンス部（港南台）

文化部
- 軽音楽部（港南台・上郷）
- 茶道部（港南台・上郷）
- 吹奏楽部（港南台・上郷）
- 漫画研究部（港南台)
- 文芸部（港南台）
- 美術部（港南台・上郷）
- サイエンス部（新設）
- 競技かるた部（新設）

同好会／有志団体
- 数学研究同好会（同好会）
- 鉄道研究同好会

## 著名な卒業生
旧・港南台高等学校
- 五十嵐夕紀（歌手女優）
- 中尊寺ゆつこ（漫画家）
- 佐藤克之（コラムニスト）
- 井上悦子（元テニスプレイヤー）※中退
- 佐々木恭子（気象予報士）
- 荒井優（政治家、教育者）
- 福原智（実業家、トリプルアイズ代表取締役社長）
- 伊東あずさ（フリーアナウンサー）
- 大利実（スポーツライター）
- 中倉隆道（NHKアナウンサー）
- ELISA（歌手）

旧・上郷高等学校
- 吉田孝久（陸上競技選手）
- レイチェル・チャン（フリーアナウンサー）